# Столяренко Марія Євгеніївна
Марія Євгеніївна Столяренко (нар. 30 квітня 2004, Харків) — українська бадмінтоністка,  гравчиня національної збірної України., вихованка 
Харківського бадмінтонного спортивного клубу.
Майстер спорту України (2018 рік).

## Життєпис
Бадмінтоном почала займатись у 6-річному віці ще під час навчання у Харківському ліцеї мистецтв № 133. Перший тренер — Завадський Дмитро Олександрович та Крючкова Анна Родіонівна.
Студентка 4 -го курсу  Національного технічного університету «Харківський політехнічний інститут».

## Досягнення
Дебют у дорослому спорті відбувся у серпні 2017 року на домашньому турнірі Харків Інтернешнл, в змішаній парі разом із Дмитром Завадським у віці 13 років (увійшли до вісімки найкращих змішаних пар, дві перемоги, одна поразка).
Дебют за дорослу збірну України відбувся у грудні 2020 року в Португалії на кваліфікаційній стадії відбору до чемпіонату Європи серед змішаних крманд (у віці 16 років, в жіночій парі разом з Поліною Бугровою, одну гру виграли, одну- програли).
Бронзова призерка чемпіонату Європи з бадмінтону U-15 у 2018 році, м.Казань, одиночна категорія.
Бронзова призерка чемпіонату Європи з бадмінтону серед змішаних команд U-17, м. Гнєзно, Польща ( 6 ігор, 5 перемог).
Бронзова призерка чемпіонату Європи з бадмінтону U-19 в жіночій парній категорії (разом із Поліною Бугровою) в Фінляндії.
Наймолодша учасниця чемпіонату Європи з бадмінтону 2021 року, м.Київ, Україна (жіноча парна категорія, разом із Поліною Бугровою). Обидва поєдинки на чемпіонаті проводила у віці 16 років 363 та 364 дні.
У грудні 2022 року вона взяла участь у кваліфікаційному відборі до  чемпіонату Європи серед змішаних команд, де збірна України виграла свою кваліфікаційну групу, вирішальний матч проти збірної Іспанії на чолі з Кароліною Марін збірна України виграла з рахунком 3:2. 
З 15 ігор у рамках кваліфікаційного відбору взяла участь у 5-ти іграх (всі 5 виграла, 3 WD разом з Єлизаветою Жаркою та 2 XD разом з Данилом Боснюком).

### European Universities Badminton Championship 2023
На турнірі виступала в усіх трьох категоріях за команду University of Strasbourg.
Зіграла 20 зустрічей, в 17 одержала перемогу.
Чемпіонка Європи серед студентів в одиночній категорії (WS).
- Сюжет

Віце чемпіонка Європи серед студентів в парній жіночій (WD, разом з Anouk Nambot) та змішаній категорії (XD, разом з Aymeric Torres).
- Таблиці

### Чемпіонат Світу з бадмінтону
Учасниця чемпіонату світу з бадмінтону Total Energies BWF 2022, м.Токіо, Японія, WD (разом з Єлизаветою Жаркою).
Учасниця чемпіонату світу з бадмінтону Total Energies BWF 2023, м.Копенгаген, Данія, WD (разом з Єлизаветою Жаркою).
- Відеозапис гри

Найвищий рейтинг: 
- міжнародний юнацький рейтинг BWF (станом на 26.07.22)    WS-9; WD-1;
- світовий рейтинг 36 (WD) (разом з Єлизаветою Жаркою станом на 20.12.2022)

Після початку повномасштабної збройної агресії р ф в Україні вимушена була виїхати із країни.
Тимчасово мешкає та тренується у м.Страсбург, Франція.
В сезоні 2024/2025 років грає два розряди WD та XD.
WD в парі із нідерландкою Kirsten DE WIT
XD в парі із французом Natan BEGGA.